# Reclamona comum

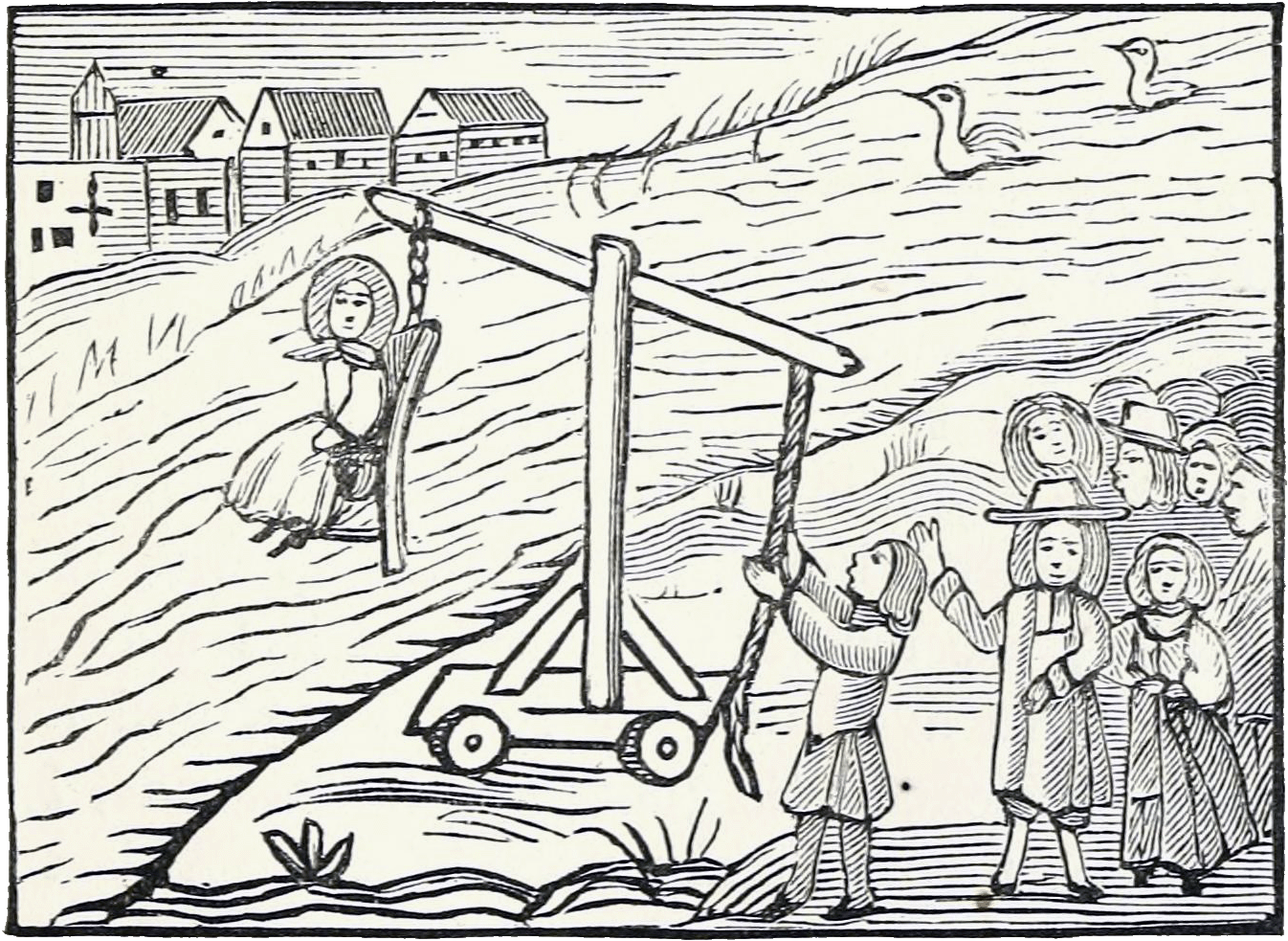
A punição dada a uma reclamona: ser mergulhada na água do rio. Imagem datada de antes de 1800.

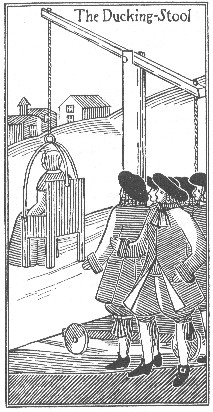
Outra imagem da mesma cena. Imagem datada de 1896.

No sistema penal common law, da Inglaterra e no país de Gales, uma encrenqueira ou reclamona comum (em ingês, Common scold) era uma categoria de perturbação da ordem pública: uma pessoa raivosa que destruía a paz pública ao habitualmente repreender, discutir, e reclamar com seus vizinhos. A maioria dos indivíduos punidos por esse crime foram mulheres, apesar de que homens também poderiam receber o mesmo rótulo.

## Inglaterra Medieval
O crime de ser reclamona/encrenqueira desenvolveu-se a partir do fim da média idade média na Inglaterra. Tem sido sugerido que as tentativas de controlar e punir o mau-falar aumentou após a peste Negra, quando uma mudança demográfica conduziu a uma maior resistência e ameaças ao status quo. Isto incluiu os processos contra reclamonas. Reclamonas foram descritas através de um número de termos latinos, incluindo objurgator, garulator, rixator e litigante, encontrada tanto nas formas masculina quanto feminina nos registros legais do medievo, e todos referindo-se a formas detrimentosas de discurso, como fofoca, discussão, ou reclamações impertinentes. Reclamonas foram com frequência apresentadas e punidas em cortes manoriais, e também em cortes de cidades que tivessesm jurisdição sobre camponenes e cidadãos ao longo da Inglaterra. Reclamonas também foram levadas para cortes da igreja. O tipo mais comum de punição foi multa.